# Attentats d'avril 2023 à Duisbourg
Les attentats d'avril 2023 à Duisbourg, sont une série d'attentats islamistes qui se sont déroulés en avril 2023, tuant une personne et blessant 4 personnes.
En avril 2023, Duisbourg, en Allemagne, a été le théâtre de deux attaques violentes attribuées à Maan D., un homme syrien de 27 ans. La première, le 9 avril, a entraîné la mort d’un piéton de 35 ans, tandis que la seconde, le 18 avril, a vu une attaque au couteau dans une salle de sport, blessant plusieurs personnes. Ces incidents sont considérés comme des actes terroristes motivés par l’idéologie islamiste.

## Contexte
Ces attaques s’inscrivent dans un contexte de lutte contre le terrorisme en Allemagne, où des groupes islamistes, d’extrême droite et d’extrême gauche ont été actifs. Des incidents récents, comme une tentative d’attaque en 2019 à Halle, où un tireur a tué deux personnes après avoir échoué à entrer dans une synagogue ou même l’attentat du marché de Noël de Berlin en 2016 où un camion a tué 12 personnes, montrent la persistance de la menace jihadiste. Maan D., arrivé en Allemagne en 2016 en tant que demandeur d’asile et ayant obtenu un statut de résidence, illustre les défis liés à la radicalisation.
Depuis 2015, plusieurs attaques ou tentatives d'attentats terroristes islamistes ont été recensés, souvent liés à des demandeurs d’asile arrivés pendant la crise migratoire européenne, ce qui a renforcé les préoccupations sur la sécurité des frontières,.

## Chronologie

### Première attaque
Le 9 avril 2023, vers les premières heures du matin, Maan D. a attaqué un piéton de 35 ans dans le centre de Duisbourg, le poignardant au moins 28 fois à l’abdomen, à la tête et au cou, causant sa mort peu après.
La victime âgé de 35 ans, Irfan Dip, était en train de célébrer la fête de Pâques avec des amis lorsque le terroriste l'a attaqué. il visait tout le groupe avec lequel la victime avait fait la fête à l'extérieur ce soir-là. Mais en entendant des sirènes et des cris , il prend la fuite sans se faire arrêter.

### Deuxième attaque
Neuf jours plus tard, le 18 avril 2023, il est entré dans une salle de sport locale avec l’intention déclarée de « tuer le plus d’hommes possible ». Il a poignardé trois hommes à la poitrine dans la zone des douches, infligeant des blessures potentiellement mortelles, avant d’attaquer un secouriste, le poignardant deux fois à la cuisse. Trois victimes étaient dans un état critique, une quatrième ayant des blessures moins graves.
Le terroriste explique durant son procès qu'il a demandé un entraînement d'essai dans la salle de sport. Il a ensuite été conduit dans le vestiaire, avec dans son sac à dos une combinaison de sport et un couteau sous sa veste. Il a choisi arbitrairement ses victimes. Il ne s'agissait que de tuer beaucoup de gens. Mais son projet a une fois de plus été perturbé par des sirènes.
Aucune autre victime n’a été signalée, et les attaques sont restées limitées à ces incidents. Le choix des cibles, un piéton aléatoire et des hommes dans une salle de sport, reflète une intention de maximiser le chaos, cohérente avec les motivations jihadistes.

## Enquête
Les autorités allemandes ont rapidement arrêté Maan D. le 24 avril 2023, après avoir relié les deux attaques via des preuves ADN sur sa chaussure. Les procureurs fédéraux, ayant repris l’affaire le 30 août 2023, ont chargé Maan D. d’un meurtre, trois tentatives de meurtre et une agression grave avec blessures graves, le classant comme acte terroriste motivé par l’idéologie de l’État islamique. Des documents trouvés chez lui, notant la composition d’explosifs et des passages du Coran, ainsi que ses contacts sur Facebook avec des cercles jihadistes, ont renforcé cette classification.
L’enquête a révélé que Maan D. s’était radicalisé en ligne, décrivant l’Allemagne comme « un pays sale » dans des messages, ce qui suggère une influence par des contenus extrémistes. Il n’était pas connu des services de renseignement avant les attaques, soulignant les défis de détecter les « loups solitaires ».

### Profil de l'auteur
Maan D., âgé de 27 ans, est un citoyen syrien arrivé en Allemagne en 2016 via la route des Balkans, obtenant le statut de résident après sa demande d’asile. Peu d’informations détaillées sur son parcours (emploi, éducation) sont disponibles, mais il était perçu comme intégré jusqu’à sa radicalisation. On sait qu'il obtient son baccalauréat à l'été 2015. il s'est rendu de Syrie en Allemagne pour ne pas être enrôlé pour le service militaire. Arrivé en Allemagne, il a accepté des cours de langue et des emplois dans la gestion des entrepôts, mais a abandonné après seulement quelques mois ou quelques jours. Nonobstant, selon ses propos, sa famille n'a rien à voir avec sa radicalisation.

## Conséquences Légales et Sécuritaires
Le procès a débuté le 23 octobre 2023 à la Cour régionale supérieure de Düsseldorf, avec 18 jours de procès prévues, se concluant le 19 décembre 2023. Maan D. a été reconnu coupable de meurtre, trois tentatives de meurtre et une agression grave, recevant une peine de prison à vie, sans possibilité de libération anticipée avant 15 ans.
Les autorités allemandes ont renforcé les mesures de sécurité dans les lieux publics, notamment les salles de sport et les zones urbaines, face à la menace persistante des attaques de loups solitaires. L’incident a également ravivé les débats sur les politiques d’asile et la surveillance des individus radicalisés.